# Polycarp Pengo
Polycarp Pengo (Mwazye, 5 augustus 1944) is een Tanzaniaans geestelijke en een kardinaal van de Rooms-Katholieke Kerk.
Pengo studeerde aan de seminaries van Karema en Sumbawanga. Op 20 juni 1971 werd hij priester gewijd. Vervolgens was hij werkzaam als secretaris van de bisschop van Sumbawanga. Van 1973 tot 1977 studeerde hij aan de Pauselijke Lateraanse Universiteit in Rome, waar hij een doctoraat behaalde in moraaltheologie. Hij keerde terug naar Tanzania, waar hij werkzaam was als docent, en van 1978 tot 1983 als rector, van het grootsemenarie van Segerea.
Pengo werd op 11 november 1983 benoemd tot bisschop van Nachingwea; zijn bisschopswijding vond plaats op 6 januari 1984. Op 17 oktober 1986 volgde zijn benoeming tot bisschop van Tunduru-Masasi. Hij werd op 22 januari 1990 benoemd tot aartsbisschop-coadjutor van Dar es Salaam. Toen Laurean Rugambwa op 22 juli 1992 met emeritaat ging, volgde Pengo hem op als aartsbisschop.
Pengo werd tijdens het consistorie van 21 februari 1998 kardinaal gecreëerd. Hij kreeg de rang van kardinaal-priester. Zijn titelkerk werd de Nostra Signora de La Salette. Pengo nam deel aan de conclaven van 2005 en 2013.
Pengo ging op 15 augustus 2019 met emeritaat. Op 5 augustus 2024 verloor hij - in verband met het bereiken van de 80-jarige leeftijd - het recht om deel te nemen aan een toekomstig conclaaf. 
- Gemeinsame Normdatei: 1073668010
- International Standard Name Identifier: 0000 0004 5097 1040
- Library of Congress Control Number: n2015239477
- Virtual International Authority File: 316740344
- WorldCat: E39PBJgXbXHdMHmr3X6HxmhCQq